# Stomias boa colubrinus
Stomias boa colubrinus is een ondersoort van de straalvinnige vissen uit de familie van de Stomiidae. De wetenschappelijke naam van de soort is voor het eerst geldig gepubliceerd in 1899 door Garman.